# Italianistik
In den deutschsprachigen Ländern wird unter  Italianistik der Teil der Romanistik verstanden, der sich mit der wissenschaftlichen Untersuchung der italienischen Sprache bzw. Linguistik, der Kultur, der Geschichte und der Literatur Italiens befasst. Ein weiteres wichtiges Arbeitsgebiet in Forschung und Lehre ist die Fachdidaktik des Italienischen.

## Geschichte
Bereits Dante Alighieri befasste sich mit der Geschichte und dem zeitgenössischen Zustand des zu seiner Zeit in verschiedenen Regionalsprachen (volgari) verwendeten Italienischen.
Ein Meilenstein der modernen Italianistik ist die Gründung der Fachzeitschrift Archivio glottologico italiano 1873 durch Graziadio Isaia Ascoli. Ein erster deutscher Lehrstuhl für „Italienkunde“ wurde 1940 infolge des deutsch-italienischen Kulturabkommens (23. November 1938) an der Universität Köln eingerichtet. Dieser Lehrstuhl wurde mit Friedrich Schürr aus Marburg besetzt.

## Deutscher Italianistikverband, Italianistiktag und Fachzeitschrift Italienisch
Der Deutsche Italianistikverband – Fachverband Italienisch in Wissenschaft und Unterricht e. V. (DIV) veranstaltet alle zwei Jahre den Italianistiktag, auf dem Ergebnisse der fachdidaktischen sowie die kultur-, literatur- und sprachwissenschaftlichen Forschung zum Italienischen aus dem deutschen und italienischen Sprachraum vorgestellt und diskutiert werden.
Die Fachzeitschrift Italienisch wurde 1979 gegründet und ist das Verbandsorgan des DIV.

### Einführungen
- Martin Haase: Italienische Sprachwissenschaft. Eine Einführung. Narr, Tübingen 2007, ISBN 978-3-8233-6290-6 (Bachelor-Wissen).
- Manfred Hardt: Geschichte der italienischen Literatur. Von den Anfängen bis zur Gegenwart. Aktualisierter Nachdruck. Suhrkamp, Frankfurt am Main 2003, ISBN 3-518-39961-6 (Suhrkamp-Taschenbuch 3461).
- Elisabeth Schulze-Witzenrath: Literaturwissenschaft für Italianisten. Eine Einführung. 3. durchgesehene Auflage. Narr, Tübingen 2006, ISBN 3-8233-6273-9 (Narr-Studienbücher).

### Nachschlagewerke
- Richard Brütting, Birgid Rauen (Hrsg.): Italien-Lexikon. Schlüsselbegriffe zu Geschichte, Gesellschaft, Wirtschaft, Politik, Justiz, Gesundheitswesen, Verkehr, Presse, Rundfunk, Kultur und Bildungseinrichtungen. 2., völlig neu bearbeitete und wesentlich erweiterte Auflage, Erich Schmidt Verlag, Berlin 2015, ISBN 978-3-503-15552-1.
- Günter Holtus, Michael Metzeltin, Christian Schmitt (Hrsg.): Lexikon der Romanistischen Linguistik (LRL), Band 4: Italienisch, Korsisch, Sardisch. = Italiano, corso, sardo. Niemeyer, Tübingen 1988, ISBN  3-484-50234-7.
- Antje Lobin, Eva-Tabea Meineke (Hrsg.): Handbuch Italienisch. Sprache – Literatur – Kultur. Für Studium, Lehre, Praxis. Erich Schmidt, Berlin, 2021, ISBN 978-3-503-17798-1.
- Gaetana Marrone, Paolo Puppa (Hrsg.): Encyclopedia of Italian literary studies. Routledge, New York NY u. a. 2007, ISBN 978-1-57958-390-3.

### Zeitschriften
- Archivio glottologico italiano. Verlagsseite.
- California Italian studies. online.
- Forum Italicum. A Journal of Italian Studies. ISSN 0014-5858.
- Horizonte. Italianistische Zeitschrift für Kulturwissenschaft und Gegenwartsliteratur. Neue Serie. online.
- Italienisch. Zeitschrift für italienische Sprache und Kultur. ISSN 0171-4996.
- Zibaldone. Zeitschrift für italienische Kultur der Gegenwart.